# Colle d'Aubisque
Il Col d'Aubisque (1.709 m s.l.m.) è un valico dei Pirenei, posto nel dipartimento dei Pirenei Atlantici, collegante Laruns con Argelès-Gazost.

## Tour de France

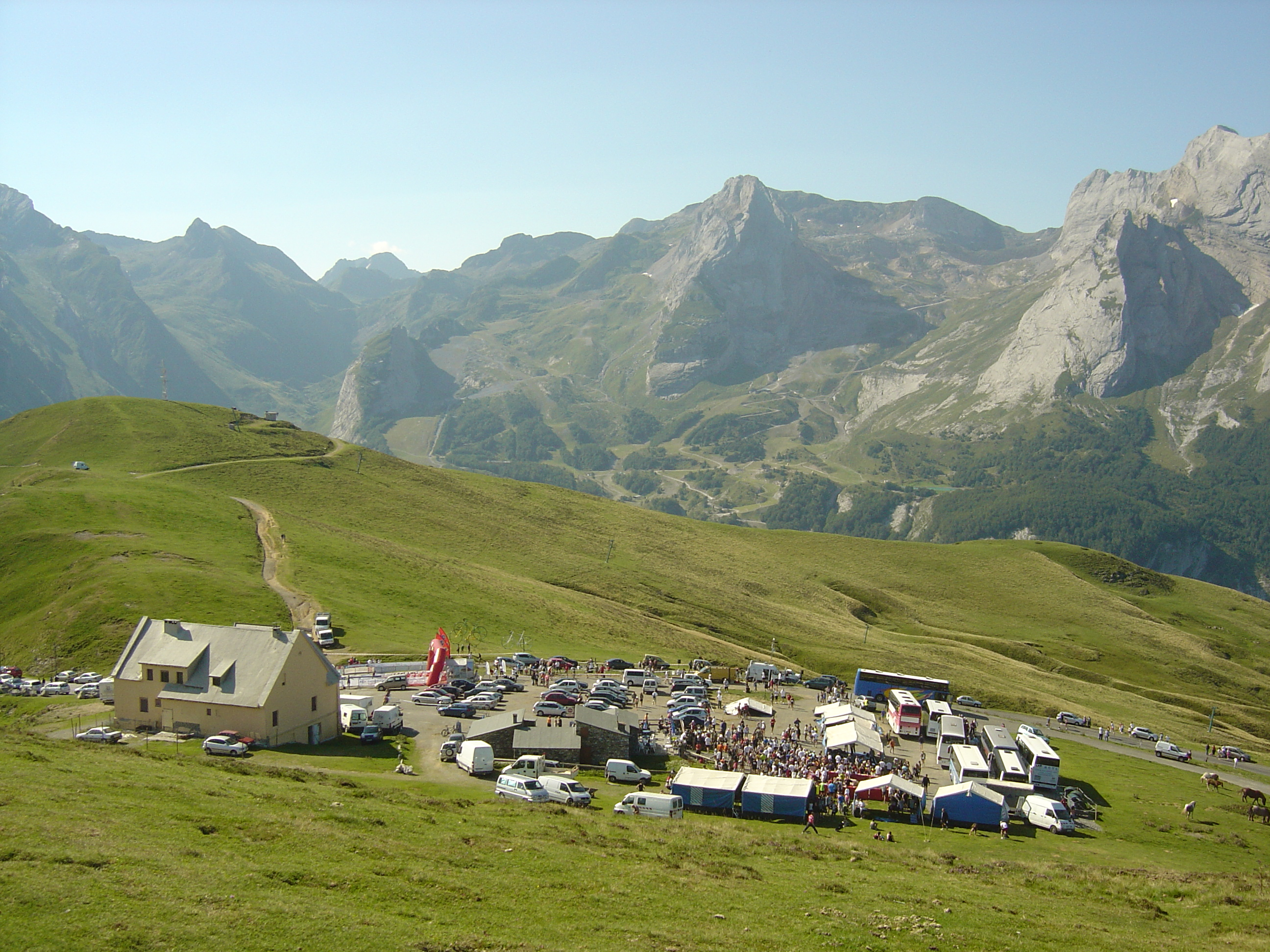
Vista panoramica del colle

Il colle dell'Aubisque fa parte integrante della «leggenda del Tour». Gli organizzatori ebbero il coraggio di inserirlo in una grande tappa pirenaica solo nel 1910, da allora è stato inserito 71 volte, in media, più di una volta ogni due anni.
Il colle è stato anche punto d'arrivo diverse volte a partire dal 1985.
Il versante più duro è quello ovest, con inizio da Laruns, ma il tratto più impegnativo si incontra dopo Eaux-Bonnes con una pendenza media tra il 7,5 % ed il 10 % dal chilometro 8 al chilometro 16,6. È presente un breve tratto al 13 % circa 2,5 km dopo Eaux-Bonnes.
Il versante est con inizio al cirque du Litor è sensibilmente meno impegnativo, per questo motivo la salita dal versante ovest è classificata Hors categorie mentre quella orientale solo première categorie.

### Ciclisti passati per primi sul colle[2]

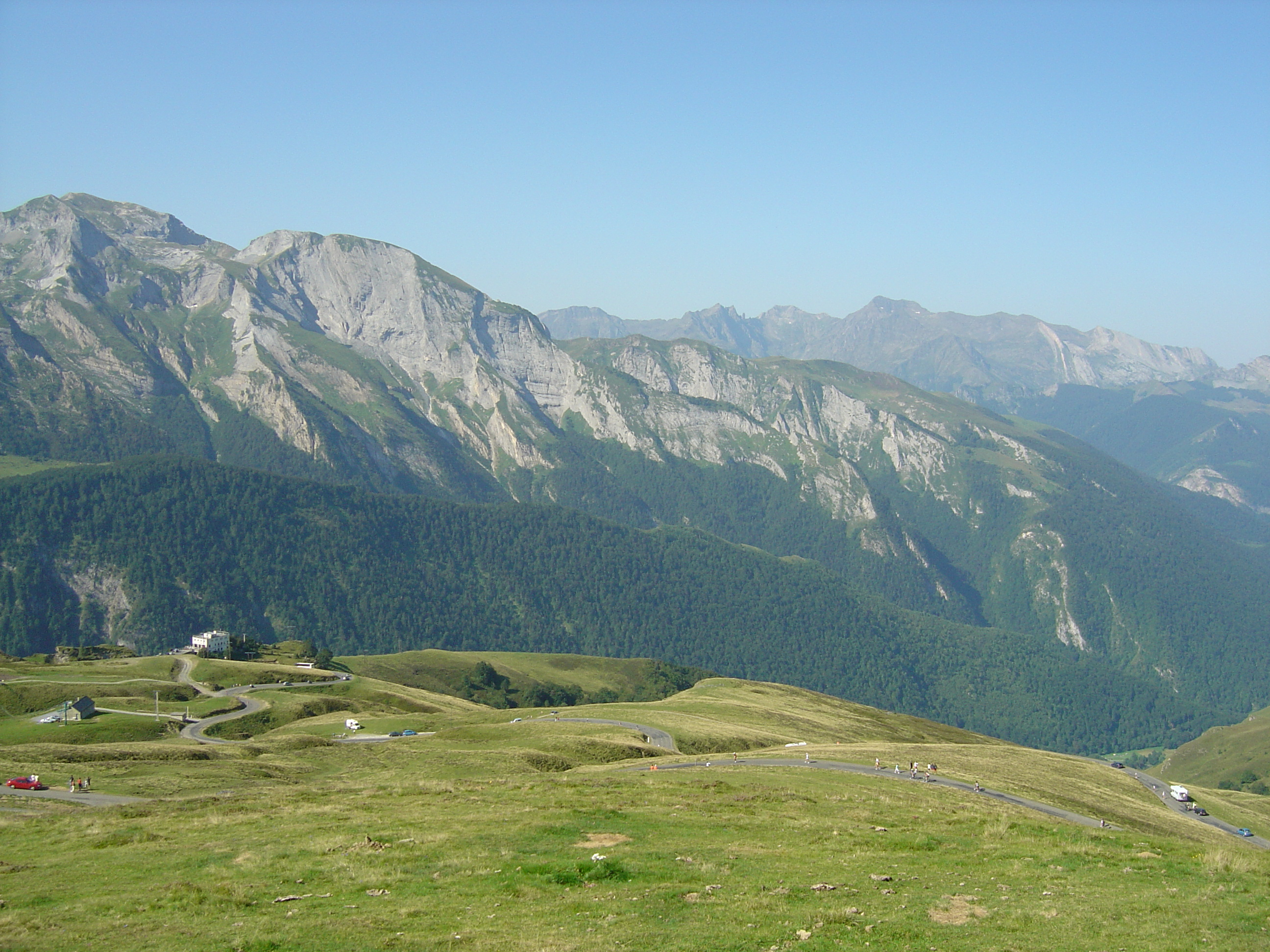
Gli ultimi due chilometri della strada del col d'Aubisque dal versante ovest con l'hôtel des Crêtes Blanches in basso a sinistra

Di seguito viene riportato l'elenco dei corridori passati per primi sul colle nelle varie edizioni del Tour de France:
- 1910: François Lafourcade (Francia)
- 1911: Maurice Brocco (Francia)
- 1912: Louis Mottiat (Belgio) e Eugène Christophe (Francia)
- 1913: Eugène Christophe (Francia)
- 1914: Oscar Egg (Svizzera) e Henri Pélissier (Francia)
- 1919: Luigi Lucotti (Italia)
- 1920: Firmin Lambot (Belgio)
- 1921: Léon Scieur (Belgio) e Luigi Lucotti (Italia)
- 1923: Ottavio Bottecchia (Italia), Robert Jacquinot e Jean Alavoine (Francia)
- 1924: Ottavio Bottecchia (Italia)
- 1925: Ottavio Bottecchia (Italia)
- 1926: Lucien Buysse (Belgio)
- 1927: Michele Gordini (Italia)
- 1928: Camille Van de Casteele (Belgio)
- 1929: Lucien Buysse (Belgio)
- 1930: Benoît Faure (Francia)
- 1931: Alfons Schepers (Belgio)
- 1932: Vicente Trueba (Spagna)
- 1933: Vicente Trueba (Spagna)
- 1934: René Vietto (Francia)
- 1935: Ambrogio Morelli (Italia)
- 1936: Sylvère Maes (Belgio)
- 1937: Mario Vicini (Italia)
- 1938: Gino Bartali (Italia)
- 1939: Edward Vissers (Belgio)
- 1947: Jean Robic (Francia)
- 1948: Bernard Gauthier (Francia)
- 1949: Fausto Coppi (Italia)
- 1950: Jean Robic (Francia)
- 1951: Raphaël Géminiani (Francia)
- 1952: Fausto Coppi (Italia)
- 1953: Jesús Loroño (Spagna)
- 1954: Federico Bahamontes (Spagna)
- 1955: Charly Gaul (Lussemburgo)
- 1956: Valentin Huot (Francia)
- 1957: Jean Dotto (Francia)
- 1958: Federico Bahamontes (Spagna)
- 1960: Graziano Battistini (Italia)
- 1961: Eddy Pauwels (Belgio)
- 1963: Federico Bahamontes (Spagna)
- 1964: Federico Bahamontes (Spagna)
- 1965: Julio Jiménez (Spagna)
- 1966: Tommaso De Prà (Italia)
- 1967: Jean-Claude Theillière (Francia)
- 1968: Julio Jiménez (Spagna)
- 1969: Eddy Merckx (Belgio)
- 1970: Raymond Delisle (Francia)
- 1971: Bernard Labourdette (Francia)
- 1972: Wilfried David (Belgio)
- 1976: Wladimiro Panizza (Italia)
- 1977: Hennie Kuiper (Paesi Bassi)
- 1980: Maurice Le Guilloux (Francia)
- 1982: Beat Breu (Svizzera)
- 1983: Lucien Van Impe (Belgio)
- 1985 (1): Stephen Roche (Irlanda)
- 1985 (2): Reynel Montoya (Colombia)
- 1987: Thierry Claveyrolat (Francia)
- 1989: Miguel Indurain (Spagna)
- 1990: Óscar de Jesús Vargas (Colombia)
- 1991: Guido Winterberg (Svizzera)
- 1993: Claudio Chiappucci (Italia)
- 1995: Tappa neutralizzata
- 1996: Neil Stephens (Australia)
- 1998: Cédric Vasseur (Francia)
- 1999: Alberto Elli (Italia)
- 2000: Javier Otxoa (Spagna)
- 2002: Laurent Jalabert (Francia)
- 2005: Cadel Evans (Australia)
- 2007: Michael Rasmussen (Danimarca)
- 2010: Christophe Moreau (Francia)
- 2011: Jérémy Roy (Francia)
- 2012: Thomas Voeckler (Francia)